# Dos Arroyos, Catemaco
Dos Arroyos är en ort i Mexiko.   Den ligger i kommunen Catemaco och delstaten Veracruz, i den sydöstra delen av landet, 400 km öster om huvudstaden Mexico City. Dos Arroyos ligger 583 meter över havet och antalet invånare är 124. Den ligger vid sjön Laguna Catemaco.
Terrängen runt Dos Arroyos är kuperad söderut, men norrut är den platt. Runt Dos Arroyos är det ganska tätbefolkat, med 83 invånare per kvadratkilometer. Närmaste större samhälle är San Andres Tuxtla, 19,0 km nordväst om Dos Arroyos. 